# همپستد (تگزاس)
همپستید، تگزاس(به انگلیسی: Hempstead, Texas) شهری در ایالت تگزاس از ایالات جنوبی ایالات متحده آمریکا است. در سرشماری سال ۲۰۰۰، جمعیت این شهر ۴۶۹۱ نفر اعلام شد.